# 全球足跡網絡
全球足迹网络（Global Footprint Network）成立于2003年，是一个独立的智庫組織，最初位于美国、比利时和瑞士。它於該三個國家中，各設立一慈善非营利组织。其目的是开发和推广促进可持续发展的工具，包括生态足迹和生物承载力，它们衡量我们使用的资源量和我们拥有的资源量。这些工具旨在将生态限制带入决策中心。

## 工作
全球足迹网络旨在是在一个地球的范围内创造所有人都能过上美好生活的未来。该组织总部位于加利福尼亚州奥克兰。其汇集了70多个合作伙伴组织， 包括WWF International 、 ICLEI 、Bank Sarasin、Pictet Group、新經濟基金會、 Pronatura México和阿布扎比環境署。

### 国家足迹和生物承载力報告（National Footprint and Biocapacity Accounts）
每年，全球足迹网络都会编制新版的「国家足迹和生物承载力報告」，计算1961年至今200多个国家和地区的生态足迹和生物承载力。基于每个国家每年多达15,000个数据点，这些数据已影响十多个国家的政策，包括厄瓜多尔、法国、德国、日本、韩国、菲律宾、俄罗斯、瑞士和阿拉伯联合酋长国。自 2019年以来，全球足迹网络、约克大学和足迹数据基金会（Footprint Data Foundation）合作编制了「国家足迹和生物承载力報告」。 
2021年版国家足迹報告則涵盖 1961-2017年（可得的联合国最新数据），并包含来自联合国粮食及农业组织、联合国商品貿易統計資料庫、国际能源署以及20多个其他来源的資訊來源。  

### 生态足迹探索者（Ecological Footprint Explorer）
2017年4月，全球足迹网络推出「生态足迹探索者」計劃， 其為一个有關「国家足迹報告」的开放数据平台。  该网站提供 200 多个国家和地区的生态足迹结果，并鼓励研究人员、分析师和决策者看得見和下载数据。

## 地球超載日
地球超载日是人类用尽本年度自然資源庫存的日子。在該一年剩下的时间，社会會通过消耗当地资源库存和在大气中积累的二氧化碳，而於生态超出負荷中运行。第一个地球超调日是1987年12月19日。  2014 年，地球超載日是8月19日。 2015年的地球超載日是8月13日和2016年的則是8月8日。  2017年，地球超載日為8月2日，2020年則為8月22日。

## 创立
2003年， Mathis Wackernagel博士和Susan Burns创立了全球足迹网络。其总部位于加利福尼亚州奥克兰的国际智庫組織，在日内瓦和布鲁塞尔皆設有办事处。

## 外部連結
全球足跡網絡官方網站 （页面存档备份，存于）